# Dionísio
Dionísio là một đô thị thuộc bang Minas Gerais, Brasil. Đô thị này có diện tích 343,422 km², dân số năm 2007 là 10234 người, mật độ 29,8 người/km².